# Малверн (Айова)
Малверн (англ. Malvern) — місто (англ. city) в США, в окрузі Міллс штату Айова. Населення — 1046 осіб (2020).

## Географія
Малверн розташований за координатами 41°0′27″ пн. ш. 95°35′8″ зх. д. / 41.00750° пн. ш. 95.58556° зх. д. (41.007562, -95.585666).  За даними Бюро перепису населення США в 2010 році місто мало площу 3,09 км², уся площа — суходіл.

## Демографія
Згідно з переписом 2010 року, у місті мешкали 1142 особи в 436 домогосподарствах у складі 301 родини. Густота населення становила 369 осіб/км².  Було 499 помешкань (161/км²).
Расовий склад населення:
| - 97,7 % — білих - 0,4 % — корінних американців - 0,3 % — чорних або афроамериканців - 0,2 % — азіатів |

До двох чи більше рас належало 1,3 %. Частка іспаномовних становила 0,8 % від усіх жителів.
За віковим діапазоном населення розподілялося таким чином: 25,8 % — особи молодші 18 років, 58,9 % — особи у віці 18—64 років, 15,3 % — особи у віці 65 років та старші. Медіана віку мешканця становила 40,3 року. На 100 осіб жіночої статі у місті припадало 90,0 чоловіків;  на 100 жінок у віці від 18 років та старших — 89,9 чоловіків також старших 18 років.
Середній дохід на одне домашнє господарство  становив 72 135 доларів США (медіана — 61 842), а середній дохід на одну сім'ю — 78 941 долар (медіана — 67 019). За межею бідності перебувало 11,0 % осіб, у тому числі 19,2 % дітей у віці до 18 років та 11,5 % осіб у віці 65 років та старших.
Цивільне працевлаштоване населення становило 511 осіб. Основні галузі зайнятості: освіта, охорона здоров'я та соціальна допомога — 40,9 %, виробництво — 8,0 %, будівництво — 7,2 %.